# Sebastian de Toro
Sebastian de Toro (24 de julio de 1976, Malmö, Suecia) es un economista, escritor y experto en política sueca. Actualmente Sebastian de Toro se desempeña como Secretario de Estado en el Ministerio de Infraestrutura de Suecia.

## Biografía
Sebastian de Toro se desempeña en el ámbito político-económico en Suecia, autor y coautor de varios análisis y artículos sobre la materia.